# Тит-Ары (Хангаласский улус)
Тит-Ары́ (якут. Тиит-Арыы) — село в Хангаласском улусе Республики Саха (Якутия) России. Административный центр Тит-Аринского наслега.

## География
Село находится на юге центральной части Якутии, на левом берегу реки Лена, вблизи места впадения в неё реки Хатынг, на расстоянии примерно 72 км (по прямой) к юго-западу от города Покровск, административного центра улуса. Абсолютная высота — 84 м над уровнем моря.
Климат
Климат характеризуется как резко континентальный. Средняя температура воздуха самого тёплого месяца (июля) составляет 19 °C; самого холодного (января) — −40 °C. Среднегодовое количество атмосферных осадков составляет 200—350 мм.
Часовой пояс
Село Тит-Ары находится в часовой зоне МСК+6. Смещение применяемого времени относительно UTC составляет +9:00.

## Население
| 2002 | 2010 | 2021 |
| ---- | ---- | ---- |
| 418  | ↗478 | ↘421 |

Половой состав
По данным Всероссийской переписи населения 2010 года в гендерной структуре населения мужчины составляли 51,7 %, женщины — соответственно 48,3 %.
Национальный состав
Согласно результатам переписи 2002 года, в национальной структуре населения якуты составляли 70 %, русские — 28 %.

## Улицы
| - ул. Заречная, - ул. Лесная, - ул. Набережная, - ул. Нагорная, | - ул. Новая, - ул. Пятилетка, - ул. Советская, - ул. Центральная. |